# Álgebra envelopante
Em matemática, para qualquer álgebra de Lie L pode-se construir a álgebra universal envelopante U(L). Esta construção passa da estrutura não associativa L para uma (mais familiar, e possivelmente mais fácil de manipular) álgebra associativa unital, a qual captura as propriedades importantes de L.
Primeiro note-se a construção universal de Lie de uma álgebra de Lie sobre o corpo K a partir de uma qualquer álgebra associativa A sobre K, com a operação:
[a,b] = ab − ba.
Isto constrói um Lie Bracket a partir de uma operação associativa, o comutador. Denota-se esta álgebra de Lie por AL.
A construção da álgebra envelopante universal U ( L) tenta reverter este processo: para uma dada álgebra de Lie L sobre K, é possível encontrar a álgebra K associativa unital "mais geral" A= U ( K ) tal que a álgebra de Lie AL contenha L. A condição importante é preservar a teoria da representação: as representações de L correspondem de uma forma "um-para-um" com os módulos sobre U(L). No contexto típico onde L está a atuar por transformações infinitesimais, os elementos de U(L) atuam como operadores diferenciais, para cada uma das ordens.
Após a generalização para as álgebras de Lie, a construção da algebra envelopante tem sido generalizada para álgebras de Macey , algebras de Bol  e álgebras adjuntas à esquerda.

## Motivação
As representações de álgebras de Lie constituem a maior fonte de estudos e aplicações para as álgebras de Lie. Uma representação de uma álgebra com unidade A é  um espaço vetorial V e uma aplicação linear {\displaystyle \rho :A\to {\text{End }}V} que preserva a multiplicação e a identidade da álgebra. Questões naturais sobre representações de álgebras são classificação de representações irredutíveis sobre A, classificação de representações indecomponíveis sobre A ou a classificação de todas as representações irredutíveis em espaços vetoriais de dimensão finita.
As representações da álgebra envelopante universal de uma álgebra A constrói-se de tal forma que as propriedades gerais das representações de A em relação ao produto são preservadas. Por exemplo, para uma representação podemos ter ρ(x)ρ(y) = 0, enquanto que em outras representações tal pode não acontecer.
Aparenta ser verdade que certas propriedades das representações são universais, e a álgebra envelopante absorve todas essas propriedades.

## Propriedade universal
O functor que atribui a cada álgebra X a sua álgebra envelopante universal U(X) é o functior adjunto esquerdo da construção universal de Lie {\displaystyle B\to B_{L}}.
Isto quer dizer que a álgebra U(X) diz-se álgebra envelopante universal de X se existe {\displaystyle g:X\to U(X)_{L}} tal que para cada {\displaystyle f:X\to A_{L}} existe {\displaystyle h:U(X)\to A} tal que {\displaystyle f=h_{L}\circ g}, onde f, g, h são homomorfismos de álgebras.
Tal formulação univesal implica que, a existir, a álgebra envelopante universal é única a menos de isomorfismo.

## Construção
A construção é super simples, tendo em conta que almejamos a propriedade universal. Tal construção vai provar que o functor álgebra envelopante universal existe para as álgebras de Lie.
Tomemos a álgebra de Lie L com uma operação {\displaystyle [\cdot ,\cdot ]} de Lie, e consideremos a álgebra tensorial TL, e o seu ideal I gerado por
{\displaystyle a\otimes b-b\otimes a-[a,b]|a,b\in L}
Então {\displaystyle U(L)=TL/I}, com a projeção natural {\displaystyle L\to TL\to U(L)} dá origem à estrutura álgébrica pretendida.
Para superálgebras de Lie, a generalização é trivial, pelo que elas também têm uma álgebra envelopante universal.